# Gerhardtite
La gerhardtite è un minerale.